# ایتالیا در المپیک تابستانی ۲۰۰۸

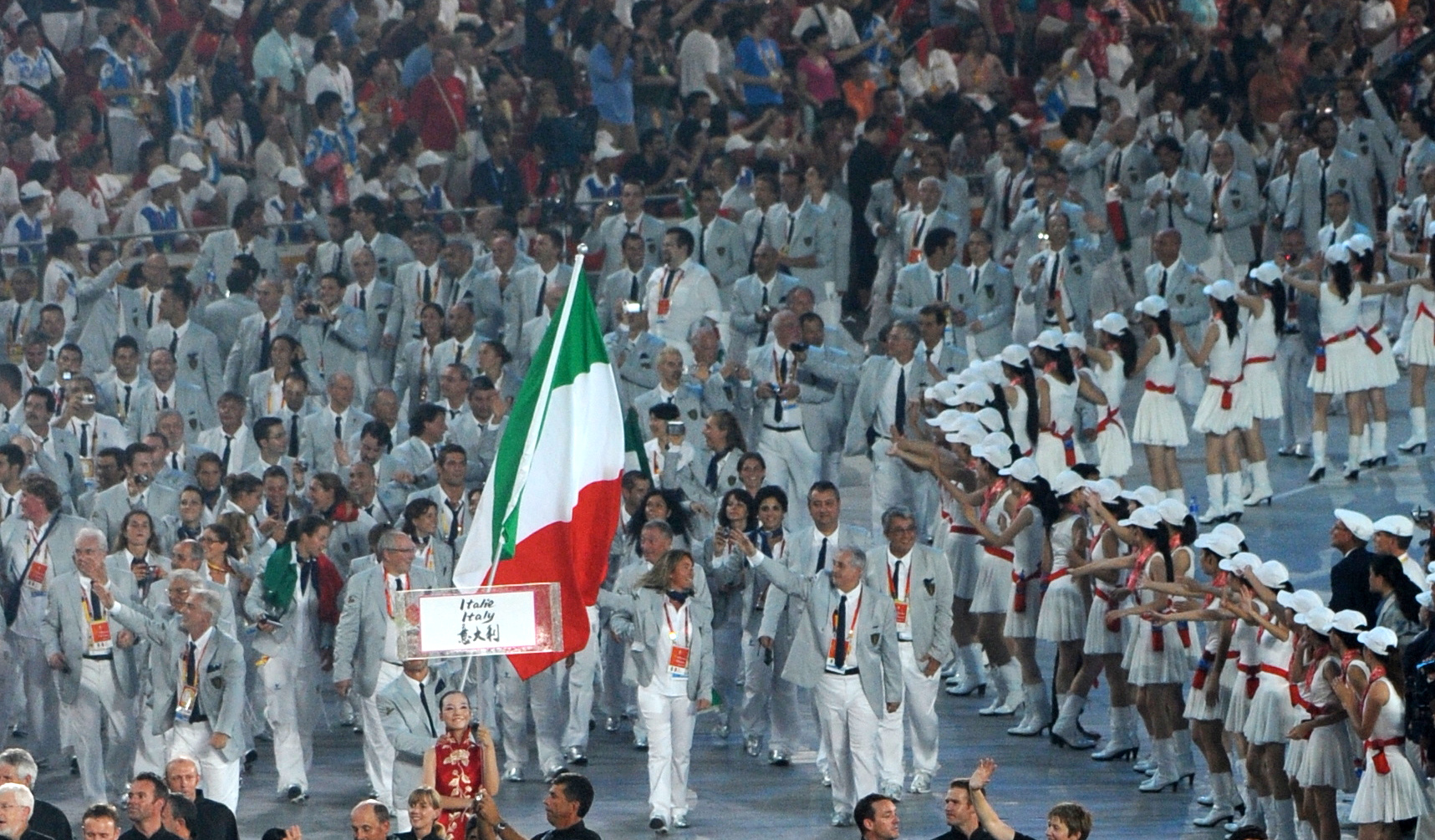

ایتالیا در بازی‌های المپیک تابستانی ۲۰۰۸ که در شهر پکن چین برگزار شد، کاروان ایتالیا با ۳۴۴ ورزشکار در این رقابت‌ها شرکت کرد و موفق به کسب ۲۷ مدال (۸ طلا، ۹ نقره، ۱۰ برنز) شد. در جدول رتبه‌بندی توزیع مدال‌ها، ایتالیا در ردهٔ ۹ مسابقات قرار گرفت.